# 皮拉塞馬
皮拉塞馬（葡萄牙語：Piracema）是一個位於巴西東南部米納斯吉拉斯州的市鎮，始建於1953年12月12日，距離首府美景市約120公里，毗鄰的市鎮有卡莫波利斯-迪米纳斯、帕萨滕普、伊塔瓜拉、德斯特鲁-迪恩特雷里约斯、彼达迪-杜斯热赖斯、克鲁西兰迪亚。現任市長為安東尼奧·奧斯馬爾·達席爾瓦（葡萄牙語：Antônio Osmar da Silva）。

## 詞源
皮拉塞馬的葡萄牙語源於圖皮語的，直譯為「魚群的出口」（為「魚」，為「出口」）。

## 經濟

### 生產總值
巴西地理統計局2008年統計，皮拉塞馬年生產總值54,534,224雷亞爾，人均GDP為8061.23雷亞爾。

### 人類發展指數
根據2000年聯合國開發計劃署的資料，皮拉塞馬的人類發展指數為0.710，屬於中度發展。

## 人口
根據巴西地理統計局於2018年的估計，皮拉塞馬共有6,421人，面積280.335平方公里，平均人口密度為22.90人/km2。

## 外部鏈結
- 皮拉塞馬市長官方網站 （页面存档备份，存于）
- 皮拉塞馬市政廳 （页面存档备份，存于）
- 皮拉塞馬在IBGE上的資料 （页面存档备份，存于）